# Гідрокарбіліденова група
Гідрокарбіліденова група (рос. гидрокарбилиденовая группа, англ. hydrocarbylidene group) — двовалентна група R2C=, утворена з вуглеводню відніманням двох атомів Н від одного й того ж атома С, вільні валентності якого задіяні в подвійному зв'язку.